# Visitor (来生たかおのアルバム)
『Visitor』（ビジター）は、1983年にリリースされた来生たかおの企画アルバム（LP〈規格品番：28MS-0048〉／CT〈規格品番：33CS-0048〉／CD〈規格品番：3133-9〉）である。

## 概要
原則的に、来生たかおは“来生”に省略、来生えつこは“来生えつこ”と表記。
提供曲のカヴァーで構成されたアルバムで、髙橋真梨子のアルバム『Monologue』（1980年8月21日リリース）に収録された「デイブレイク」は、ファンからセルフカヴァーの要望もあり、収録候補だったが、結局同企画の第2弾である『LABYRINTH』まで見送られた。
CTは、LPとは収録曲数が異なる（下記「収録曲」参照）。また、1984年4月1日にリリースされたCDはLPに準じた曲目である。
2004年6月2日には、本アルバムを基調に収録曲を入れ替えたベスト・アルバム『GOLDEN☆BEST 来生たかお VISITORS』がリリースされている。

## 復刻盤
- 1991年4月25日：1984年版CDのエンファシスを解除し、収録時間を微調整したCD（規格品番：KTCR-1053）
- 2007年3月21日：オリジナルアルバム・企画アルバムを集めた21枚組CD-BOX『来生たかお大全集』（ユニバーサルミュージック／規格品番：UPCY-6355/75）に1991年版を収録（規格品番：UPCY-6373）。

## パッケージの体裁

### アルバムタイトル
※初出のジャケット表記“Visitor”以外のもの
ケースの側面部
- LP：?
- CT：“ビジター”
- オリジナル版CD・1991年版CD：“VISITOR”“ビジター”の併用

帯
- LP・オリジナル版CD：“VISITOR”
- 1991年版CD：“ビジター”

なお、各種ディスコグラフィーによっても表記は片仮名やアルファベットになっている。

### ディスクジャケット
- オリジナル版CD：ジュエルケースに2つ折りのカード（及び、歌詞カード）を挿入
- 1991年版CD：ジュエルケースに2つ折りのカード（及び、オリジナル版CDのものを基調とした歌詞カード）を挿入
- 2007年版CD：ジュエルケースに2つ折りのカード（及び、オリジナル版CDのものを基調とした歌詞カード）を挿入（及び厚紙製ケース付き）

### 帯のコピー
- LP：メロディーメイカー来生たかお 待望のヴォーカル・アルバム セカンド・ラブ シルエット・ロマンス（新録）収録 ほらきこえない? ふたりのメロディー 来生ヴォーカルは夢心地
- オリジナル版CD：メロディーメイカー 来生たかお待望のヴォーカル・アルバム セカンド・ラブ シルエット・ロマンス（新録）収録 ほらきこえない? ふたりのメロディー 来生ヴォーカルは夢心地（帯は、シール仕様・ジャケットとの一体型仕様がある）
- 1991年版CD：記載なし

## 収録曲
CD版は省略
※各曲の収録時間はLPの記載に準拠（CTのみの収録曲は各初出収録アルバムの記載に準拠）

### CT版
SIDE 1
1. マイ・ラグジュアリー・ナイト（4：48）
作詞：来生えつこ／作曲：来生たかお／編曲：福井峻
  - しばたはつみのシングルとして1977年7月10日にリリースされた。
  - 楽曲の詳細はベスト・アルバム『BIOGRAPHY』を参照。
2. シングル・ナイト（4：17）
作詞：来生えつこ／作曲：来生たかお／編曲：星勝・萩田光雄
  - 桃井かおりとのデュエットで1982年7月21日リリースされた「ねじれたハートで」のB面に収められ、桃井のアルバム『SHOW?』（1982年11月1日リリース）には来生がコーラスで参加したヴァージョンが収録されている。ちなみに、『SHOW?』は全曲来生たかお作品で構成されている。
  - 歌詞が先に書かれた楽曲で、来生は同時期に作った「ねじれたハートで」と全く異なる曲調を意図したという[2]。
3. セカンド・ラブ（3：58）
作詞：来生えつこ／作曲：来生たかお／編曲：星勝
  - 中森明菜のシングル曲として、1982年11月10日にリリースされた。来生は本曲で第3回日本作曲大賞を受賞しており、多くの歌手によってカヴァーされている（来生たかお関連作品「被カヴァー曲」参照）。
  - 本アルバムの1991年版の帯・ジャケットの裏面・CD盤面では「セカンド・ラヴ」との表記になっている。
  - 来生えつこによる同名小説が、短編集『エピソード』（角川書店 1988年）に収められている。
4. おだやかな構図（4：53）
作詞：来生えつこ／作曲：来生たかお／編曲：松井忠重
  - 山口百恵のアルバム『A Face In A Vision』（1979年4月1日リリース）に収録された。
  - 楽曲の詳細はオリジナル・アルバム『夢の途中』を参照。
5. 試練（4：59）
作詞：来生えつこ／作曲：来生たかお／編曲：萩田光雄
  - 西郷輝彦のシングルとして1978年6月25日にリリースされた。
  - 楽曲の詳細はベスト・アルバム『BIOGRAPHY』を参照。
6. 終止符（4：07）
作詞：来生えつこ／作曲：来生たかお／編曲：萩田光雄
  - 高田真樹子のシングルとして1975年10月21日にリリースされ、高田のアルバム『不機嫌な天使』（1977年5月1日リリース）には小椋佳がコーラスで参加したヴァージョンが収録されている。
  - 楽曲の詳細はオリジナル・アルバム『Natural Menu』を参照。
7. 甘い言葉で…（4：38）
作詞：来生えつこ／作曲：来生たかお／編曲：星勝
  - 中村雅俊のアルバム『BORN NEW』（1983年3月21日リリース）に収録されている。
  - 渡辺徹のシングル「灼けつくメモリー」（1983年5月21日リリース）は、本曲のタイトル・歌詞を改変したものである。
  - 来生は、先方の“色っぽい曲を”という要望に合わせて作ったと述べている[2]。
8. シルエット・ロマンス（5：29）
作詞：来生えつこ／作曲：来生たかお／編曲：星勝・萩田光雄
  - 大橋純子のシングルとして1981年11月25日にリリースされた。
  - 楽曲の詳細は企画アルバム『BIOGRAPHY II』を参照。

SIDE 2
1. 燃えつきてディザイア（5：18）
作詞：来生えつこ／作曲：来生たかお／編曲：星勝
  - 豊島たづみのシングル曲として1982年11月にリリースされ、サンリオ出版「シルエットディザイア」のCFイメージソングとして使用された。
  - LP・CD（オリジナル版・1991年版）のタイトル表記は「燃えつきて、ディザイア」となっている。
  - 来生は、CFイメージソングとして使用されるためが決まっていたためサビから作り、カヴァーに際して編曲はポップな雰囲気を意図したと述べている[2]。
2. スローモーション（4：25）
作詞：来生えつこ／作曲：来生たかお／編曲：星勝・萩田光雄
  - 中森明菜のデビュー・シングルとして1982年5月1日にリリースされた。
  - 元々“山口百恵のデビュー曲を書くとしたらどのような感じになるか”という仮定があり、来生はそれに沿った感じになったことを明かしている[2]。また、詞が少々幼いと思いつつ自ら歌っているという[3]。
  - 多くの歌手によってカヴァーされている（来生たかお関連作品「被カヴァー曲」参照）。
  - 来生えつこによる同名小説が短編集『エピソード』に収められている。
3. 美しい女（5：03）
作詞：山川啓介／作曲：来生たかお／編曲：星勝
  - 町田義人のシングル曲として1979年5月10日にリリースされた。
  - 楽曲の詳細は企画アルバム『来生たかお』を参照。
4. ほほえみの扉（4：17）
作詞：来生えつこ／作曲：来生たかお／編曲：萩田光雄
  - 三浦友和のシングル曲として1978年11月1日にリリースされた。
  - 楽曲の詳細はベスト・アルバム『BIOGRAPHY』を参照。
5. とめどなく（4：58）
作詞：来生えつこ／作曲：来生たかお／編曲：星勝・萩田光雄
  - 石川セリのアルバム『メビウス』（1982年10月5日リリース）に収録された。
  - CFイメージソングの話が持ち上がるなど各方面からラブコールがあった楽曲で、来生も自信作と述べている。また、石川には自作品をシングルとしても使ってほしかったという[2]。
6. ジグザグ-酔いどれ天使のポルカ-（3：53）
作詞：来生えつこ／作曲：来生たかお／編曲：星勝
  - 亀渕友香のアルバム『Touch Me, Yuka』（1974年3月21日リリース）に「酔いどれ天使のポルカ」というタイトルで収録された。オリジナルタイトルの表記は、JASRACへの登録ミスにより「ジグザグ―酔いどれ天使―」となっている。
  - 楽曲の詳細はオリジナル・アルバム『ジグザグ』を参照。
7. ねじれたハートで（4：21）
作詞：来生えつこ／作曲：来生たかお／編曲：星勝・萩田光雄
  - 桃井かおりとデュエットでリリースされたシングルを、本アルバムではソロでカヴァーしている。
  - 来生は桃井の雰囲気をかなり意識し、デュエット曲として良い出来になったと自負している。また、桑田佳祐が歌詞を気に入っていることを聞かされたという[2]。
  - 来生えつこによる同名小説が、短編集『エピソード』に収められている。
8. トワイライト -夕暮れ便り-（5：06）
作詞：来生えつこ ／ 作曲：来生たかお ／ 編曲：星勝・萩田光雄
  - 中森明菜のシングル曲として1983年6月1日にリリースされた。
  - LP・CDでは、サブタイトルの表記が“〜夕暮れ便り〜”になっている。
  - 来生えつこはあるファンから、歌詞にある“絵葉書をポストへ落とす”という表現（ポストへ“入れる”ではない点）に感心したと聞かされたが、特に拘ったものではなく自然に生まれたフレーズなので面映かったという[4]。
  - 来生は、旅をテーマにしたアウトドアの歌詞やサビから始まる構成も、自分の作品の中では珍しいと述べている[2]。
  - 来生えつこによる同名小説が、短編集『エピソード』に収められている。

### LP版
- 全曲、作詞：来生えつこ　作曲：来生たかお

SIDE 1
1. マイ・ラグジュアリー・ナイト
編曲：福井峻
2. シングル・ナイト
編曲：星勝・萩田光雄
3. セカンド・ラブ
編曲：星勝
4. 甘い言葉で…
編曲：星勝
5. シルエット・ロマンス
編曲：星勝・萩田光雄

SIDE 2
1. 燃えつきて、ディザイア
編曲：星勝
2. スローモーション
編曲：星勝・萩田光雄
3. とめどなく
編曲：星勝・萩田光雄
4. ねじれたハートで
編曲：星勝・萩田光雄
5. トワイライト〜夕暮れ便り〜
編曲：星勝・萩田光雄

## 参加スタッフ
- Producer：多賀英典
- Director：本間一泰
- Recording Engineer：諸鍛冶辰也 for KRS
- Remix Engineer：吉田保 for CBS/SONY
- Assistant Engineers：平良正弘、清水高志 for KRS
- Art Direction, Design and Artwork：田島照久
- Production Management：Kitty Artist, Inc.
- Special Thanks：石谷仁、Kaoru Nakano、柴田幹夫、来生優子
- Mastering Engineer：前田欣一郎